# マイ・ハート、マイ・ラブ
『マイ・ハート、マイ・ラブ』（Playing by Heart）は、1998年のアメリカ合衆国のロマンティック・コメディ映画。
製作・監督・脚本はウィラード・キャロル、出演はジリアン・アンダーソンとエレン・バースティンなど。
ロサンゼルスを舞台に11人の男女の人間模様を豪華キャストで描いた群像劇。

## ストーリー
結婚40周年を機会に今までの人生を見つめなおす老夫婦（ショーン・コネリー&ジーナ・ローランズ）。ある秘密を抱えた男性とその恋人（ライアン・フィリップ&アンジェリーナ・ジョリー）。不倫を続ける女性と、彼女を本気で愛してしまった男性（マデリーン・ストウ&アンソニー・エドワーズ）。嘘の身の上話を語り続ける男性（デニス・クエイド）。離婚が原因で恋に臆病になってしまった女性と、そんな彼女を支えようとする男性（ジリアン・アンダーソン&ジョン・スチュワート）。エイズの末期患者で死が目前に迫った青年とその母親（ジェイ・モーア&エレン・バースティン）。
11人の男女それぞれの人生を描く。

## キャスト
※括弧内は日本語吹替
- メレディス: ジリアン・アンダーソン（戸田恵子）
- ミルドレット: エレン・バースティン（谷育子）
- ポール: ショーン・コネリー（若山弦蔵）
- ロジャー: アンソニー・エドワーズ（井上倫宏）
- ジョーン: アンジェリーナ・ジョリー（深見梨加）
- マーク: ジェイ・モーア（内田夕夜）
- キーナン: ライアン・フィリップ（桐本琢也）
- ヒュー: デニス・クエイド（大塚明夫）
- ハンナ: ジーナ・ローランズ（寺島信子）
- トレント: ジョン・スチュワート（堀内賢雄）
- グレイシー: マデリーン・ストウ（高島雅羅）
- 弁護士: ナスターシャ・キンスキー（クレジットなし）（沢海陽子）

## 作品の評価
Rotten Tomatoesによれば、批評家の一致した見解は「あまりに語りが多過ぎるが、『マイ・ハート、マイ・ラブ』は現代の人間関係に対する機知に富んだ洞察と高く評価されているキャストによる力強い演技の恩恵を受けている。」であり、53件の評論のうち高評価は60%にあたる32件で、10点満点中6.00点を得ている。